# Chandra Khonnokyoong
Chandra Khonnokyoong (Nakhon Pathom, 19 de enero de 1909 - Bangkok, 10 de septiembre de 2000) fue una maechi (monja) tailandesa que fundó Wat Phra Dhammakaya. La erudita en estudios religiosos Rachelle Scott la ha descrito como "la profesora de meditación más influyente de Tailandia". Sus estudiantes la llaman Khun Yay Achan Mahā-ratana Upasika Chandra Khonnokyoong (Khun Yay Achan, para abreviar).  Aunque analfabeta, era muy respetada por su experiencia en la meditación, que es poco común para una maechi. Logró atraer a muchos estudiantes educados, a pesar de su origen rural y analfabetismo. Algunos estudiosos creen que el ejemplo de Maechi Chandra para indicar que la posición de la mujer en el budismo tailandés puede ser más compleja de lo que se pensaba anteriormente.

## Biografía
Chandra nació el 19 de enero de 1909 en una familia de agricultores de clase media en la provincia de Nakhon Pathom, en Tailandia. Su padre se llamaba Ploy y su madre se llamaba Phan, y tenía ocho hermanos. Nació en un área de la provincia que contenía muchos templos establecidos desde hace mucho tiempo, lo que puede haber afectado su devoción al budismo. Como la mayoría de las mujeres tailandesas en esos días, no tenía educación formal. En sus años de infancia, ayudó tanto en la agricultura como en el hogar. Un día, cuando su padre estaba borracho, tuvo una pelea con la madre y Chandra intervino, lo que enfureció al padre. Maldijo a Chandra, diciendo que estaría sorda durante quinientas vidas. Los tailandeses en aquellos días creían que las palabras de los padres eran sagradas y que normalmente se cumplirían. Cuando su padre murió inesperadamente en 1921, Chandra todavía quería reconciliarse con él, creía que la reconciliación ayudaría a disolver los efectos del Karma y eliminaría la maldición.
En 1927, Chandra escuchó que un maestro de meditación en Thonburi podía usar la meditación para comunicarse con seres en la otra vida. Este era Luang Pu Sodh Candasaro. Para cumplir su deseo de reconciliarse con su padre, Chandra dejó a su familia ocho años después y viajó a Bangkok, al monasterio de Paknam Bhasicharoen. Al principio, vivía con su tía en Bangkok. Más tarde, para familiarizarse con Wat Paknam, Chandra decidió trabajar como sirvienta. Solicitó trabajo en una casa que era visitada regularmente por un maestro de Wat Paknam. Esta era la casa de Liap Sikanchananand en Saphan Han, Bangkok, en la que Achan Thongsuk Samdaengpan venía regularmente para enseñar. Después de un tiempo, Achan Thongsuk comenzó a enseñar a Chandra en privado y rápidamente progresó en la meditación Dhammakaya. Los estudiantes de la tradición Dhammakaya creen que finalmente alcanzó el estado de meditación llamado Dhammakaya y pudo contactar a su padre en la otra vida. 
Wat Phra Dhammakaya a menudo enfatiza el analfabetismo de Maechi Chandra para señalar que se convirtió en una líder espiritual únicamente por su carácter y madurez espiritual, más que por sus conocimientos académicos. La historia del templo dice que "hizo un aula de los vastos arrozales de su juventud".

## Su vida en Wat Paknam

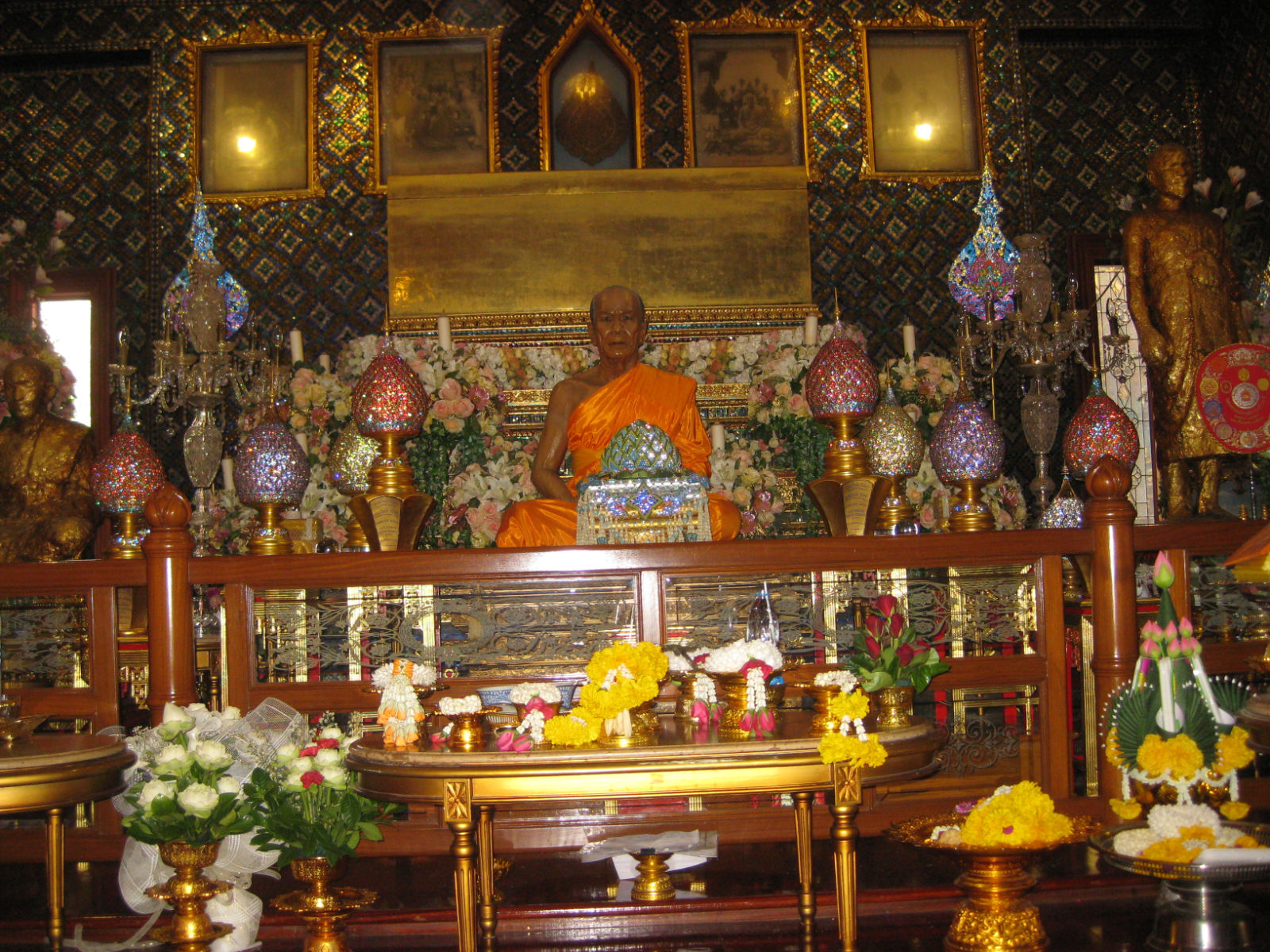
Estatua de Luang Pu Sodh Candasaro en Wat Paknam Bhasicharoen

En 1938, con el permiso de la dueña de la casa, Achan Thongsuk llevó a Chandra a encontrarse con Luang Pu Sodh por primera vez. Iba a pasar un mes en Wat Paknam. Cuando lo conoció, él se dirigió a ella con las palabras: "¡Llegas demasiado tarde!", como si se hubieran conocido anteriormente.    Él le permitió unirse a un grupo experimentado de practicantes de meditación sin tener que pasar ningún período de prueba, algo muy inusual. Otros en el templo no dieron por sentado este privilegio y al principio la despreciaron. A pesar de estos obstáculos, pudo desarrollar su meditación y, aún durante el primer mes, se le dio un asiento especial para meditación (en tailandés, เตียงขาดรู้ ) utilizado para entrenar la atención plena, considerado un signo de progreso interior. Antes de que terminara su período de licencia, Chandra decidió ordenarse como maechi y quedarse en Wat Paknam. Ella y Achan Thongsuk fueron ordenados el mismo día. En la literatura de Wat Phra Dhammakaya, se dice que Maechi Chandra se convirtió rápidamente en uno de los mejores estudiantes de Luang Pu Sodh y fue elogiada por él como "la primera entre muchas, la insuperable".  En ese momento, se hizo conocida porque la gente creía que tenía la capacidad de compartir el mérito con las personas que habían muerto, analizar el karma de las personas y otros poderes mentales, Abhijna, provenientes de su práctica de meditación. Algunos practicantes creen que Maechi Chandra impidió que varias bombas golpearan Bangkok durante la Segunda Guerra Mundial. Sin embargo, otros templos han cuestionado la importancia de Maechi Chandra como el estudiante número uno en la meditación Dhammakaya. Luang Por Sermchai afirma que mientras Maechi Chandra alcanzó el nivel más alto de meditación Dhammakaya, siendo analfabeta, tenía poca comprensión del lado bíblico de las enseñanzas de Luang Pu Sodh.
Luang Pu Sodh a menudo asignaba a Maechi Chandra para enseñar a diferentes grupos en diferentes provincias. Se hizo conocida por ser capaz de explicar enseñanzas difíciles. Destacó la autodisciplina y la práctica de virtudes como el respeto y la paciencia. Aunque Maechi Chandra viajaba y ayudaba a enseñar la meditación Dhammakaya, la mayor parte de su tiempo la pasaba meditando. Después de la muerte de Luang Pu Sodh en 1959, Maechi Thongsuk contrajo cáncer de cuello uterino. Maechi Chandra la cuidó en sus últimos meses y organizó un funeral adecuado para ella.

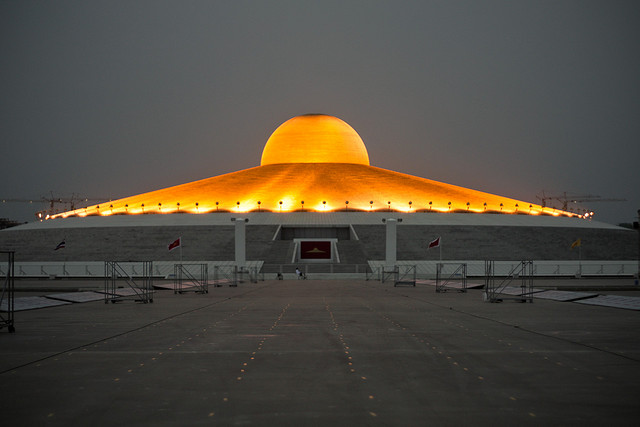
Templo budista en la provincia de Pathum Thani, al norte de Bangkok, Tailandia

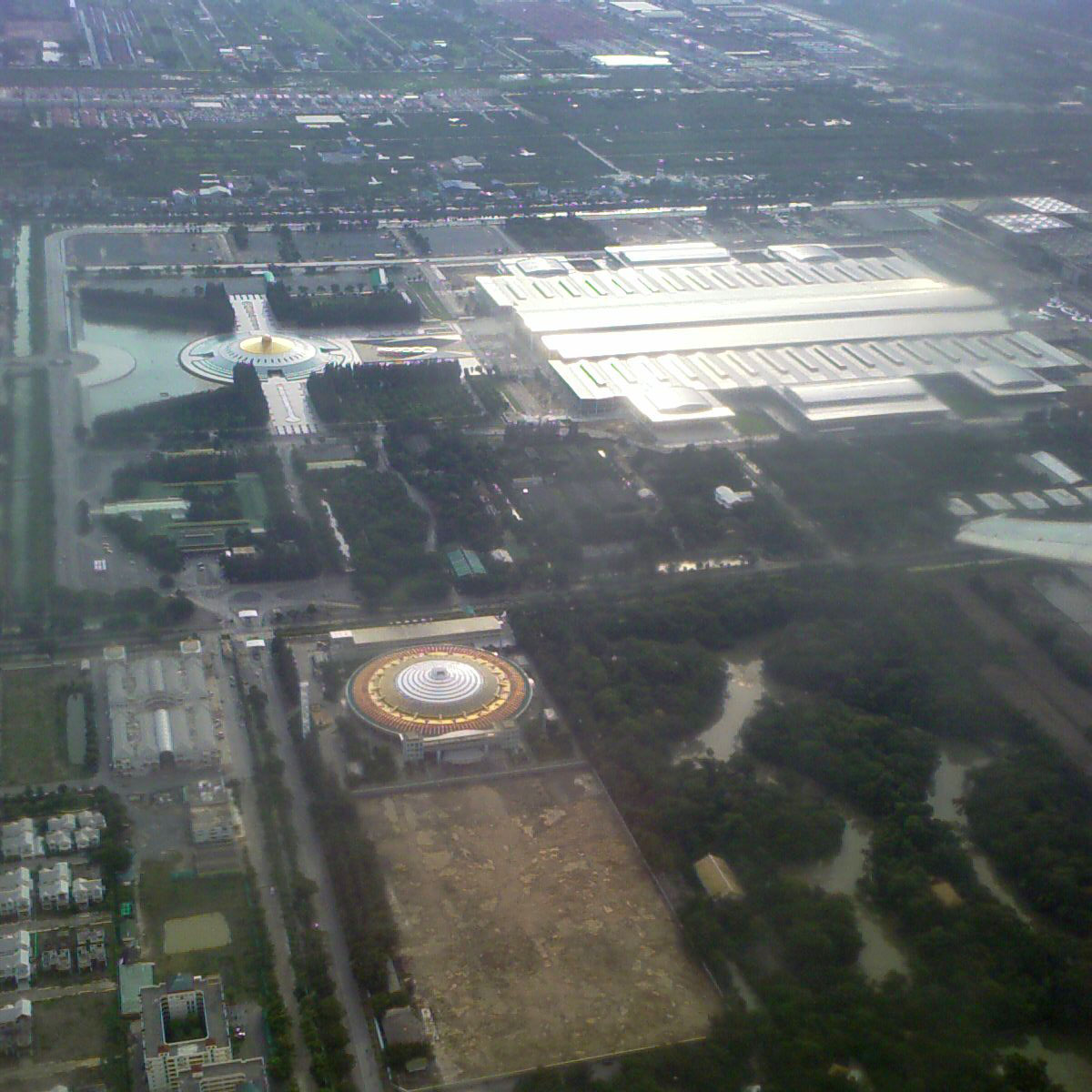
Vista aérea del Wat Phra Dhammakaya en 2010.

## Nuevo centro de meditación
Después de la muerte de Luang Pu Sodh en 1959, Maechi Chandra transmitió la tradición Dhammakaya a una nueva generación en Wat Paknam Bhasicharoen. La casa en la que vivía Maechi Chandra rápidamente se volvió demasiado pequeña para acomodar a todos sus estudiantes, y se recaudaron fondos para construir una nueva, llamada "Casa Dhammaprasit" (en tailandés, บ้านธรรมประสิทธิ์ ). Maechi Chandra animó a los practicantes de meditación que todavía eran estudiantes a que se ordenaran después de graduarse. Uno de los primeros fue Luang Por Dhammajayo, quien conoció a Maechi Chandra cuando tenía 54 años y se ordenó en 1969 o 1970.  El número de estudiantes aumentó rápidamente y se hicieron planes para establecer un nuevo centro de meditación, un terrateniente de sangre real donó una parcela de arrozal para la construcción del centro, unos 80 acres (323 748,8 m²).  Con solo 3200 baht ($ 80) a su nombre, un grupo de practicantes de meditación encabezados por Maechi Chandra comenzaron a construir el centro de meditación. Se estrenó oficialmente el día de Magha Puja, el 20 de febrero de 1970, y se llamó "Sun Phutthachak Patipattham" (en tailandés, ศูนย์พุทธจักรปฏิบัติธรรม ; 'el centro de práctica del Dhamma de la esfera de Buda'). Luang Por Dhammajayo y Maechi Chandra asumieron la responsabilidad de las finanzas, y un partidario laico, que luego se ordenó como Luang Por Dattajivo, asumió la responsabilidad de construir en el sitio. Cada canal en el recinto del templo fue dragado y excavado por los voluntarios y los árboles fueron plantados a mano. Los habitantes de la zona se familiarizaron con Maech Chandra y comenzaron a ayudarla. Al principio, el suelo era muy ácido. Mientras trabajaba para plantar los árboles, Maechi Chandra se desnutrió gravemente y en un momento estuvo peligrosamente cerca de la muerte. Se recuperó bajo atención médica. En 1978, el centro de meditación se convirtió en un templo oficial y, finalmente, se llamó "Wat Phra Dhammakaya". A pesar de las dificultades iniciales, en las décadas de 1980 y 1990 el templo se convirtió en el más grande de Tailandia.
Durante el período de establecimiento, Maechi Chandra buscó financiamiento para apoyar el centro y establecer las regulaciones para quienes vivían en él. Luang Pu Sodh fue su modelo. Un ejemplo de tal regulación era que un monje tenía que recibir invitados en las salas públicas en lugar de en sus habitaciones. El estudioso de Estudios Asiáticos Jesada Buaban cree que Maechi Chandra hizo atractivo Wat Phra Dhammakaya, porque la mayoría de los otros templos tailandeses están dirigidos por hombres, sin mujeres en cargos principales. Durante los años siguientes, el papel de Maechi Chandra se iría reduciendo gradualmente a medida que envejecía y se retiraba de la organización del templo.

## Muerte y herencia
Maechi Chandra murió el 10 de septiembre de 2000 en el Hospital Kasemrat, Bangkok, a la edad de 91 años. Su cremación se pospuso por más de un año para dar tiempo a todos para presentarle sus respetos y hacer méritos en su nombre. El canto conmemorativo se llevó a cabo todos los días durante este período. Cuando se celebró su funeral, el 3 de febrero de 2002, se afirmó que más de 250.000 monjes de treinta mil templos de toda Tailandia asistieron para mostrar sus respetos finales, lo cual es inusual, más aún para una mujer renunciante en Tailandia. Acudieron los jefes de las comunidades monásticas de varios países. Sus restos fueron quemados en una gran ceremonia, usando vidrio para encender el fuego con la luz del sol. Sus cenizas se guardaron en una pequeña estupa.
En 2003, Wat Phra Dhammakaya construyó un monumento en honor a Maechi Chandra, llamado "Mahavihara Khun Yai Achan Mahā-ratana Upāsika Chandra Khonnokyoong". Es un edificio hexagonal con una sala de meditación y una imagen dorada de tamaño real de Maechi Chandra en él, que se fundó en 1998. El templo todavía organiza conmemoraciones regulares de Maechi Chandra, y el día de su cremación se conmemora en un "Día de los Maestros Honorables".